# IV liga polska w piłce siatkowej kobiet
IV liga polska w piłce siatkowej kobiet (zwana również II ligą wojewódzką w piłce siatkowej kobiet) jest piątą w hierarchii - po PLS (TAURON Lidze), I lidze, II lidze i III lidze - klasą żeńskich ligowych rozgrywek siatkarskich w Polsce. Rywalizacja w niej toczy się - co sezon, systemem ligowym - o awans do III ligi, a za jej prowadzenie odpowiadają Wojewódzkie Związki Piłki Siatkowej. Rozgrywki na tym szczeblu aktualnie są prowadzone tylko w województwie śląskim. Również w tym województwie najsłabsze drużyny relegowane są do V ligi.